# Mistrzostwa Azji w Boksie 1995
Wyniki zawodów bokserskich, które rozgrywane były w dniach: 1 - 8 października 1995 roku w mieście Taszkent (Uzbekistan). Miejsca na podium dawały zawodnikom szanse udziału na igrzyskach olimpijskich w Atlancie.

## Medaliści
| Kategoria wagowa               | Złoto                | Srebro                  | Brąz                                |
| Waga papierowa (-48 kg)        | Somrot Kamsing       | Mansueto Velasco        | Yang Xiangzhong Choi Yoon-wook      |
| Waga musza (-51 kg)            | Bołat Żumadyłow      | Pramuansak Posuwan      | Kenji Nakazono Lee Sun-jang         |
| Waga kogucia (-54 kg)          | Bektas Abubakirov    | Churszed Hasanow        | Bae Ki-wong Timur Tulyakov          |
| Waga piórkowa (-57 kg)         | Bakhtiyar Tilegenov  | Nemo Bahari             | Vicente Galido Janibek Kaptagayev   |
| Waga lekka (-60 kg)            | Tumentsetseg Uitumen | Mahamatkadir Abdullayev | Romeo Brin Yan Jiangning            |
| Waga lekkopółśrednia (-63,5kg) | Bołat Nijazymbetow   | Reynaldo Galido         | Chaichumpul Chamnamak Omid Rashid   |
| Waga półśrednia (-67 kg)       | Nariman Atayev       | Nurzhan Smanov          | Nuradin Atakov Tsoodol Batnasan     |
| Waga lekkośrednia (-71 kg)     | Ermakhan Ibraimov    | Mukhamwad Aman          | Wang Chung-yuan Karim Toʻlaganov    |
| Waga średnia (-75 kg)          | Dilshod Yarbekov     | Mollai Sefio            | Pan Dianjun Lee In-suo              |
| Waga półciężka (-81 kg)        | Wasilij Żyrow        | Lee Seung-bae           | Ayoub Pourtaghi Ghoushchi Zhao Yong |
| Waga ciężka (-91 kg)           | Rusłan Czagajew      | Lakha Singh             | Bahadir Sadikov Bahman Azizpour     |
| Waga super ciężka (+91 kg)     | Mohamed Samadi       | Lazizbek Zakirov        | Baik Hyun-man Safarish Khan         |